# Ella es azul (canción)
«Ella es azul» es una canción de la banda mexicana de rock pop, Volován, que fue incluida en su álbum debut de estudio Volován y de la discografíca Universal Music como el primer sencillo del disco de la agrupación.
Esta canción también fue incluida en el álbum especial del mismo nombre y solo para lanzamiento en Japón.

## Lista de canciones

### Sencillo - CD[6]
| Ella es azul — Single |                |          |  |
| N.º                   | Título         | Duración |  |
| 1.                    | «Ella es azul» | 3:29     |  |

### Segunda versión - Descarga digital[7]
| Ella es azul (Segunda versión) — Single |                                  |          |  |
| N.º                                     | Título                           | Duración |  |
| 1.                                      | «Ella es azul (Segunda versión)» | 3:30     |  |

## Créditos
- Gerardo Galván (voz y bajo)
- Eduardo Torruco (batería)
- Fernando Amaya (guitarra)

## Posicionamiento en listas
| Lista (2003)    | Puesto |
| --------------- | ------ |
| México (Los 40) | 20     |